# Age of Nemesis
Age of nemesis est un groupe hongrois de metal progressif, originaire de Székesfehérvár. Il est initialement formé en 1997 sous le nom de Nemesis, puis change de nom pour Age of Nemesis en 2005. Le groupe est fortement influencé par Dream Theater et Symphony X. Ils sortent leurs premiers albums en anglais et en hongrois à différentes dates.

## Historique
Le groupe est formé en 1997 à Székesfehérvár, sous le nom Nemesis par Zoltán Fábián György Nagy, Ákos Thorday, György Pethe et Mihály Szerecsen. En 1998, ils enregistrent leur premier album auto-produit, Nemesis.  Ils signent aux labels Lajos Gulyás et GU^LA Records Ltd. en 1999. Ils y publient leur deuxième album studio, Abraxas, la même année. Ils participent au festival ProgFest en 1999 comme l'une des têtes d'affiche. Après trois tournées en Hongrie, le groupe se dissout le 16 décembre 2000.
Cependant, Gulyás agent artistique du groupe, persuade Zoltán Fábián et György Nagy de continuer. Deux mois plus tard, le 24 février 2001, le groupe change de formation et se compose désormais : du bassiste Csaba Berczelly, du batteur László Nagy, du chanteur Zoltán Kiss (ex-Belfegor). En avril 2001, ils réenregistrent leurs deux premiers albums, cette fois en anglais. 80 exemplaires sont publiés à des fins promotionnels. En attendant un nouveau contrat, ils tournent en 2001 au ProgFest, et se produisent dans plusieurs villes hongroises. Des lecteurs du magazine allemand Rock Hard éliront Nemesis comme « meilleur groupe auto-produit » en 2001. En 2002, le groupe signe au label américain The Laser's Edge auquel il publie, le 3 septembre 2002, son premier album en anglais, Eden? dans 16 pays. 
En 2005, le groupe change de nom pour Age of Nemesis. Ils enregistrent et publient en 2006, leur premier album sous ce nom, intitulé Psychogeist, au label Magna Carta,. L'année suivante, en 2007, le groupe publie l'album Terra Incognita, qui est aussi bien chanté en hongrois qu'en anglais.

## Membres

### Membres actuels
- Zoltán Kiss - chant (depuis 2005)
- Zoltán Fábián - guitare, chœurs (depuis 2005)
- Gábor Krecsmarik - basse, batterie, chœurs (depuis 2005)
- György Nagy - claviers (depuis 2005)
- György Tolmacsov - basse

### Anciens membres
- László Nagy - batterie
- Ákos Thorday - chant (décédé)
- György Pethe - basse
- Mihály Szerecsen - batterie

## Discographie
- 1998 : Nemesis (sous le nom Nemesis)
- 1999 : Abraxas (sous le nom Nemesis)
- 2001 : For Promotional Use Only (sous le nom Nemesis)
- 2002 : Eden? (sous le nom Nemesis)
- 2005 : For Promotional Use Only II (sous le nom Nemesis)
- 2006 : Psychogeist
- 2007 : Terra Incognita